# گروه اروپای غربی و دیگران

کشورهای عضو گروه

گروه اروپای غربی و دیگران یکی از پنج گروه غیررسمی منطقه‌ای در سازمان ملل متحد است که به عنوان بلوک رأی در مجامع مذاکره‌ای فعالیت می‌کند. بلوک‌های رأی منطقه‌ای در سال ۱۹۶۱ به منظور تشویق رای دهی در مجامع مختلف سازمان ملل از گروه‌های منطقه‌ای تشکیل شدند. تقریباً همهٔ اعضا واقع در اروپای غربی هستند، اما گروه به این خاطر که جغرافیا تنها عامل تعریف کننده اش نیست نامعمول است؛ اروپا بین این گروه و گروه اروپای شرقی تقسیم شده است، و این گروه شامل کانادا، استرالیا، نیوزیلند، که از نظر سیاسی و فرهنگی منشعب از اروپای غربیند ولی بسیار دور از آن قرار دارند، می‌شود. اسرائیل هم به دلیل پیوندهای فوی فرهنگی و تاریخی خود با اروپای غربی و ناتوانی از عضویت در گروه آسیاسی به دلیل مخالفت کشورهای عرب عضو دائمی گروه است. گروه همچنین ایالات متحده آمریکا (که نمی‌تواند رای دهد ولی می‌تواند برای مجمع عمومی کاندیدا معرفی کند) را به عنوان عضو ناظر در خود دارد. ترکیه هم در این گروه و هم در گروه آسیایی به طور کامل مشارکت می‌کند ولی به مقاصد انتخابی عضو گروه اروپای غربی و دیگران محسوب می‌شود.

## اعضای گروه

### اعضای دائمی اروپایی
| - آندورا - اتریش - بلژیک - دانمارک - فنلاند - فرانسه - آلمان - یونان | - ایسلند - جمهوری ایرلند - ایتالیا - لیختن‌اشتاین - لوکزامبورگ - مالت - موناکو - هلند | - نروژ - پرتغال - سان مارینو - اسپانیا - سوئد - سوئیس - ترکیه - بریتانیا |

### اعضای دائمی غیر اروپایی
- استرالیا
- کانادا
- اسرائیل
- نیوزیلند

## ناظر
- ایالات متحده آمریکا